# Saint Maurice Transport Company
La Saint Maurice Transport Company (Compagnie de Transport Saint-Maurice) est chargée de l'exploitation des autobus à essence de la Cité des Trois-Rivières de 1931 à 1971, puis de la Ville de Trois-Rivières de 1971 à 1975, succédant aux tramways électriques de la Three Rivers Traction Company.

## Chronologie des opérateurs de transports
1915 - 1931 : Three Rivers Traction Company
1931 - 1975 : Saint Maurice Transport Company
1975 - 1979 : Ville de Trois-Rivières
1979 - 2001 : Corporation intermunicipale de transport des Forges
Depuis 2002 : Société de transport des Trois-Rivières